# نیکوس اکانوموپولوس
نیکوس اکانوموپولوس (انگلیسی: Nikos Economopoulos؛ زادهٔ ۱ ژانویهٔ ۱۹۵۳) عکاس اهل یونان است.